# HRC: State Secrets and the Rebirth of Hillary Clinton
HRC: State Secrets and the Rebirth of Hillary Clinton («HRC: Secretos de Estado y el renacimiento de Hillary Clinton» en español) es un libro de 2014 escrito por dos reporteros con sede en Washington, Amie Parnes y Jonathan Allen, sobre el mandato de Hillary Rodham Clinton (de ahí el 'HRC' del título) como secretaria de Estado de los Estados Unidos y sobre cómo se recuperó políticamente de su derrota en las primarias presidenciales demócratas de 2008.
El libro fue particularmente notado por los medios de comunicación por decir que Clinton y su esposo, el expresidente Bill Clinton, compilaron una «lista de objetivos» de personas que se consideraba que no habían sido de gran ayuda durante su campaña presidencial de 2008.
En 2017 los mismos autores publicaron Shattered: Inside Hillary Clinton's Doomed Campaign, sobre la derrota de Clinton en las elecciones presidenciales de Estados Unidos de 2016.

## La lista
Parnes y Allen afirman que la lista de objetivos se creó para que «los amigos pudieran ser recompensados y los enemigos castigados». En los últimos días de la campaña de Clinton en 2008, muchos se convencieron de que había fracasado en parte debido a la falta de apoyo de aquellos a quienes los Clinton, especialmente Bill Clinton, habían ayudado en el pasado. El personal compiló una lista de políticos y figuras del Partido Demócrata que se habían mantenido fieles y de aquellos que se habían vuelto contra ellos. Las personas incluidas en la lista se clasificaron del 1 al 7, reservando el 7 para aquellos percibidos como los mayores traidores. Ejemplos de políticos que, según el libro, fueron considerados por la campaña de Clinton como los más atroces son Claire McCaskill, John Kerry y Jason Altmire.

## Recepción
Los medios de comunicación se interesaron por la «lista de enemigos», pero las críticas del libro fueron en gran medida negativas y lo criticaron por considerarlo demasiado elogioso para Clinton con pocas ideas nuevas. Jodi Kantor de The New York Times escribió: «Su Clinton es la versión estándar, edición demócrata: amable en la derrota y valiente en la negociación, casi perfectamente en sincronía con Obama, rara vez hace apuestas equivocadas a pesar de elecciones de desconcertante complejidad».

### Reseñas
- Kantor, Jodi (20 de febrero de 2014). «Madame Secretary». The New York Times. Consultado el 10 de noviembre de 2019.[4]
- Karl, Jonathan (10 de febrero de 2014). «Book Review: 'HRC' by Jonathan Allen and Amie Parnes». The Wall Street Journal. Consultado el 10 de noviembre de 2019.[3]
- Neff, Christopher (Sep 2014). «Smart punches : the ex-First Lady as pugilistic 'idealist realist'». Australian Book Review 364: 24-25.[6]
- Wolf, Naomi (24 de febrero de 2014). «HRC: State Secrets and the Rebirth of Hillary Clinton by Jonathan Allen and Amie Parnes – review». The Observer. Consultado el 10 de noviembre de 2019.[5]